# Kitsuke
Con Kitsuke (着付け?) viene intesa la vestizione del kimono tipica del Giappone. 
Il kitsuke viene ritenuta un'arte, tanto da richiedere alle vestitrici diversi anni di studio e pratica. Spesso questa tecnica viene applicata anche autonomamente per i capi più semplici (come lo yukata, oppure il kimono komon), oppure con l'aiuto delle vestitrici per capi più impegnativi (come il furisode). Nel caso di un furisode, il kitsuke può richiedere fino a due ore di lavoro da parte delle vestitrici.

## Accessori
Il kitsuke comprende vari passaggi durante la vestizione in base agli accessori che vengono utilizzati.
Gli accessori vengono scelti in base al tipo di kimono utilizzato e al suo utilizzo (ad esempio se formale, semi-formale, o informale). Alcuni degli accessori sono comuni a tutti i tipi di kimono, come gli zōri o i geta, tipiche calzature giapponesi da abbinare ai tabi, o l'obi che viene usato come cintura per chiudere il kimono. Altri invece possono essere facoltativi.
- Datejime (伊達締め?) o datemaki (伊達巻き?): una fascia necessaria per chiudere e tener fermo il Nagajuban, in alcuni casi può essere utilizzato anche per chiudere il kimono prima dell'obi.
- Eri-sugata (衿姿?): fascia rinforzata di tessuto che viene incrociato di fronte al collo, per simulare l'uso del Nagajuban. A esso può essere infilato l'eri shin.
- Geta (下駄?): zoccoli in legno e tessuto, usati esclusivamente solo con lo yukata, decorati e colorati da donna, più semplici e squadrati da uomo.
- Hakama (袴?): i pantaloni hakama sono simili a una gonna pantalone, e sono un abbigliamento unisex fin dall'epoca Heian (794-1185). Sono divenuti molto popolari fra le donne per la loro comodità nel periodo Meiji (1868-1912) e Taishō (1912-1926) durante la fase di modernizzazione del Giappone. Attualmente donne e uomini li indossano per le cerimonie formali con il kimono. Vengono tuttora utilizzati in alcune discipline come l'aikidō o il kendō.
- Haori (羽織?): soprabito da kimono, anche utilizzato come una giacca. Ha la stessa forma di un kimono, solo più corto. Esiste di diverse lunghezze e tessuti.
- Nagajuban (長襦袢?): biancheria intima della stessa fattezza del kimono, utilizzato come sottoveste per evitare il contatto diretto con il kimono ed evitarne le pieghe.
- Kanzashi (簪?): ornamenti per i capelli tendenzialmente a forma di fiore, fatti di tessuto piegato. Si inseriscono tra i capelli per mezzo di clip o di bastoncini. Vengono usati in versione diversa sia da geishe che dalle maiko.
- Koshihimo (腰紐?): strisce di tessuto rigido necessarie per chiudere il nagajuban, il kimono oppure lo yukata. Vengono usate in particolare come aiuto momentaneo durante la preparazione del nodo dell'obi.
- Obi (帯?): cintura in tessuto rigido, che può essere dipinto o ricamato, che tiene fermo il kimono. Viene chiuso sulla schiena con un nodo specifico a seconda del tipo di kimono usato.
- Obiage (帯揚げ?): piccola sciarpa o foulard generalmente in seta con funzione estetica, che viene annodato sopra l'obi.
- Tabi (足袋?): calzini per l'infradito, vengono abbinati agli zōri o ai geta.
- Zōri (草履?): sandali tradizionali giapponesi, generalmente in cuoio o in vinile, sono molto decorati e vengono utilizzati per le occasioni più formali o per certi tipi di kimono.